# 242-я горнострелковая дивизия
242-я Таманская Краснознамённая ордена Кутузова горнострелковая дивизия — воинское соединение (горнострелковая дивизия) РККА ВС Союза ССР в годы Великой Отечественной войны.
Период вхождения в состав действующей армии: с 29 августа 1942 года по 11 мая 1945 года (242 сд (II) — с 28 апреля по 29 августа 1942 года).

## Формирование
Формирование дивизии началось в Грозном вскоре после начала Великой Отечественной войны. Первоначально дивизия имела наименование 465-я стрелковая дивизия, но впоследствии была переименована в 242-ю стрелковую (II формирование) (конец декабря 1941 года). Штаб дивизии разместился по улице Резервуарной (с 1965 года — имени Жулова), дом № 6 (Заводской район Грозного). Полки дивизии формировались в Грозном, Назрани, Малгобеке и других населённых пунктах Чечено-Ингушской АССР.
В состав дивизии включались как мобилизованные местными военкоматами, так и прибывшие в республику из других регионов страны. Дивизия пополнилась также студентами и преподавателями грозненских нефтяного и педагогического институтов. Из Грозненского пехотного училища прибыли 200 молодых командиров, прошедших ускоренное обучение. Командиром дивизии был назначен полковник А. М. Кашкин, комиссаром — старший батальонный комиссар А. А. Медведев, начальником штаба — полковник А. Т. Чернов, начальником политотдела — батальонный комиссар А. И. Червонев.
7 апреля 1942 года дивизия была погружена в воинские поезда и отправлена на фронт, где влилась в состав 38-й армии Юго-Западного фронта.

## Боевой путь

### Харьковская операция
Части 242-й дивизии были сосредоточены в районе Савинцы — Накладки. Дивизия должна была форсировать Северский Донец и наступать в направлении Довгалеевка, Залиман, Ветрово, Чепель, Протопоповка. К тому времени в этом районе сложилась сложная обстановка. Наступавшая с севера 6-я армия вермахта и движущаяся с юга танковая армия Клейста соединились в районе Балаклеи. В окружении оказались 6-я и 57-я советские армии и части под командованием генерал-майора Л. В. Бобкина. 242-я дивизия должна была извне прорвать кольцо окружения и тем содействовать освобождению окружённых советских войск.
В ночь на 22 мая 1942 года дивизия начала форсировать Северский Донец. С наступлением утра противник обрушил на переправу мощный артиллерийский и миномётный огонь, авиация противника снова и снова бомбила наведённые мосты. В районе Чепель — Гусаровка дивизия вступила в упорные бои. В отдельные дни приходилось отражать до 15 — 16 атак противника. На участке одного из батальонов 900-го полка дивизии вражеское командование бросило в бой до 30 танков. Но советские солдаты отбили атаку, а затем, подобравшись к подбитым танкам, экипажи которых сбежали, развернули стволы танков в направлении врага и открыли огонь по их позициям. Всего в ходе боёв в этом районе дивизией были уничтожены 39 танков противника, 6 противотанковых орудий, 3 миномётные батареи и до 500 солдат противника. Несмотря на большие потери, дивизия выполнила задачу: более 20 тысяч бойцов, в том числе 47-я горнострелковая дивизия генерал-майора Ф. Н. Матыкина, были выведены из окружения.

### Донбасская оборонительная операция
Под натиском превосходящих сил противника дивизия вынуждена была отступить в направлении Миллерово и занять оборону на линии Староверовка — Щенячий разъезд — высота 187. Противник двинул против поредевшей дивизии до двух пехотных дивизий при поддержке танков и авиации. Однако дивизия упорно защищалась, нанося врагу ощутимый урон, и отступила за реку Оскол только по приказу командующего армией К. С. Москаленко.
В конце июня 1942 года противник прорвал оборону 28-й армии, которая была правым соседом 38-й армии, и устремился на юг. 242-я дивизия занимала оборону в районе Нагольная — Белокуракино и оказалась на пути 51-го армейского корпуса вермахта. Дивизия вступила в оборонительные бои и наносила тяжёлые потери противнику. Но соотношение сил было невыгодным и дивизии пришлось продолжить отступление в направлении Миллерово. 15 июля в районе станицы Тацинской вермахту удалось рассечь дивизию надвое, но не удалось окружить её. Миномётный дивизион, 275-й медсанбат, 903-й полк и тыловые подразделения вместе с частями 38-й армии отошли к Сталинграду. Бо́льшая часть дивизии вместе с 37-й армией отходила на юг.
В районе Константиновской дивизия под огнём противника форсировала Дон и отступила в сторону Сальска. Отход прикрывал дивизион 769-го артиллерийского полка. Утром танки противника прорвались к переправе. Дивизия отходила в сторону Черкесска. Чтобы помешать отходу советских войск, противник выбрасывал в Кубанскую степь парашютные десанты. Была потеряна связь с вышестоящими штабами, не было снабжения, продукты и боеприпасы были на исходе.
На подходе к Карачаевску дивизия наткнулась на немецкий десант. Рельеф местности не позволял уничтожить огневые точки противника. Путь к отходу был отрезан. Ночью всё, что нельзя было нагрузить на лошадей, было уничтожено. В ночь на 13 августа остатки дивизии двинулись в сторону Баксанского ущелья. Близ станицы Коордоникской завязался бой с ещё одним немецким десантом, который удалось разгромить. Непривычные к горам и уставшие от многодневных переходов лошади часто срывались в пропасть. Дивизия подвергалась нападениям немецких альпийских стрелков. В августе 1942 года дивизия перешла Марухский и Клухорский перевалы и соединилась с 46-й армией.

### Битва за Кавказ
Дивизия была отправлена на отдых и доукомплектование в Зугдиди. Были вновь сформированы подразделения, отошедшие к Сталинграду: 903-й полк, 193-й миномётный дивизион, медсанбат, тыловые службы. Командиром дивизии был назначен полковник Г. Г. Курашвили, комиссаром — В. С. Аниани, начальником штаба — майор А. И. Боженко. Дивизия из стрелковой была преобразована в 242-ю горнострелковую, что привело к реорганизации всей её структуры. Батальонная система организации была заменена ротной для улучшения манёвренности. Были созданы команды лыжников и альпинистов. Личный состав пополнился грузинами.
В августе 1942 года 49-й горный корпус под командованием Рудольфа Конрада вышел к Главному Кавказскому хребту. В состав корпуса входили опытные горнолыжники и альпинисты, имевшие хорошую физическую и профессиональную подготовку. Многие из них в 1930-х годах побывали на Кавказе и потому хорошо ориентировались на местности. Кроме того, в распоряжении немецкого командования находилась лёгкая горная румынская дивизия.
Немецкие войска попытались овладеть перевалами Бечо (3375 метров), который открывал им дорогу в Сванетию, и Донгузорун (3161 метр), через который шла дорога в Сухуми. 18 августа немецкие горные стрелки захватили господствующие высоты Чипер, Чипер-Азау, «Старый круговорот», «Приют одиннадцати» и создали систему их эшелонированной обороны. Через каждые 100—150 метров были установлены замаскированные пулемёты, а выше — миномёты. Прилегающая территория насквозь простреливалась снайперами.
Командование Закавказского фронта считало Кавказский хребет неприступным и потому не организовало здесь должной обороны. Основные силы 46-й армии были сосредоточены на побережье Чёрного моря. Успехи противника по захвату слабо защищённых горных перевалов вынудили советское командование принимать срочные меры по улучшению ситуации. Тем временем противник сумел пробиться к Баксанскому ущелью и стал угрожать ряду стратегически важных перевалов. В середине сентября 1942 года части 242-й дивизии вышли на южные склоны Главного Кавказского хребта, заняв оборону от перевала Цаннер до долины реки Ненскры и закрыли дорогу в Закавказье. В селе Бечо разместился штаб дивизии. Оборона перевалов была возложена на различные полки дивизии: Басса и Донгузорун оборонялись 897-м полком; Бечо, Твибер, Аку-Су, Местиа и Цаннер — 900-м полком. Для усиления частей дивизии им были приданы горнострелковые отряды, состоявшие из курсантов военных училищ.
769-й артиллерийский полк, для более эффективного его использования, был подивизионно придан стрелковым полкам. Чтобы поднять пушки на перевалы по узким горным тропинкам, их разбирали на части. Для доставки снарядов каждому бойцу, поднимавшемуся на вершину, давали один снаряд.
В результате упорных боёв, шедших с переменным успехом, немцы были вынуждены оставить свои позиции. 15 января 1943 года советские воины поднялись на Эльбрус и сняли флаг со свастикой, установленный там альпийскими стрелками. После освобождения всех перевалов дивизия была отведена в Зугдиди.

### Освобождение Краснодарского края
В конце января 1943 года дивизия была передислоцирована в Туапсе и включена в состав 3-го горнострелкового корпуса под командованием генерал-майора Василия Сергацкова. Дивизия получила приказ принять участие в освобождении станиц Шапсугской и Абинской. После успешного выполнения этой задачи дивизия участвовала в освобождении целого ряда других населённых пунктов Краснодарского края.

### Малая земля
Пока дивизия сражалась в Краснодарском крае, 897-й полк дивизии под командованием подполковника П. И. Сироткина сражался на Малой земле. В январе 1943 года, после прибытия в Туапсе, полк был включён в состав 18-й десантной армии. 7 февраля полк на транспортном судне подошёл к ночью к берегу и выслал разведку на двух катерах. Катера долго не возвращались (впоследствии выяснилось, что они были обнаружены противником и выведены из строя), поэтому было принято решение вернуться в Геленджик. На следующую ночь полк под огнём противника был высажен десантом к югу от Новороссийска. Утром полк перешёл в атаку и продвинулся на два километра вглубь оккупированной территории. Противник пытался сбросить десант в море. В первый день бойцы отразили 12 контратак.
Полк наступал на левом фланге 16-го стрелкового корпуса. В результате упорных боёв полк захватил две вершины горы Мысхако, прилегающую долину и перешёл к обороне. Для борьбы с советским десантом была сформирована специальная группа войск, состоявшая из четырёх дивизий (27 тысяч человек, 5 тысяч орудий, другая техника) под командованием генерала Вильгельма Ветцеля. Однако попытки вермахта ликвидировать плацдарм оказались безуспешными.

### Новороссийско-Таманская операция
После освобождения станицы Крымской дивизия вышла к так называемой «Голубой линии» — мощной оборонительной линии вермахта. Попытки советских войск преодолеть эту линию обороны весной 1943 года успеха не имели.
5 сентября 1943 года 3-й горнострелковый корпус под командованием генерал-майора А. А. Лучинского, в состав которого была включена дивизия, начал проведение отвлекающих манёвров в центральной части «Голубой линии». 10 сентября началась Новороссийско-Таманская операция. В результате боёв, продолжавшихся несколько недель, советским войскам удалось углубиться в оборону противника на Новороссийском направлении. 5-я гвардейская танковая армия создала угрозу выхода в тыл группировки противника. Части 56-й армии прорвали оборону противника в центральной части фронта и устремились в атаку.
Чтобы остановить советские войска, противник создавал на их пути мощные оборонительные заслоны. 903-й полк 242-й дивизии под командованием подполковника Глуходедова, наступая в направлении станицы Гостагаевской, отбивал в день до пяти-семи контратак противника. Несколько раз подполковнику Глуходедову приходилось лично поднимать солдат в атаку. Во время одной из атак Глуходедов был тяжело ранен, но не оставил поле боя. Лишь после окончания боя он позволил себя госпитализировать. В боях на Кубани и Тамани 903-й полк захватил в плен 1189 солдат и офицеров, вывел из строя 8 орудий, 42 пулемёта, 9 миномётов, 2 танка, захватил 5 складов боеприпасов и подбил один самолёт.
За отличие в боях Новороссийско-Таманской операции дивизии Верховным Главнокомандующим было присвоено наименование «Таманская», а её командиру Виктору Богдановичу Лисинову — звание генерал-майора.

### Крымская наступательная операция
1 ноября 1943 года войска Северо-Кавказского фронта в составе 18-й и 56-й армий совместно с Азовской военной флотилией начали высадку десанта северо-восточнее Керчи. С воздуха десант прикрывала 4-я воздушная армия. После захвата плацдарма дальнейшие действия по освобождению Керченского полуострова возлагались на Отдельную Приморскую армию под командованием генерала армии И. Е. Петрова, которого впоследствии сменил А. И. Ерёменко (на тот момент генерал армии). В состав Приморской армии входил 3-й горнострелковый корпус, который, в свою очередь, состоял из 128-й гвардейской горнострелковой, 318-й Новороссийской горнострелковой и 242-й Таманской горнострелковой дивизий.
К 11 ноября глубина плацдарма Приморской армии на Керченском полуострове составляла не более 12 км. Противник, занимавший господствующие высоты, мог прицельным огнём поражать цели почти на всей глубине обороны советских войск. Для улучшения положения войск в декабре 1943 года и январе 1944 года были предприняты попытки наступления, но они не дали ожидаемых результатов. В конце января 1944 года дивизия овладела металлургическим заводом имени Войкова, располагавшимся на северном берегу Керченской бухты, и Аджимушкайскими каменоломнями. Корпуса полуразрушенного предприятия, тем не менее, хорошо защищали от обстрелов. Здесь расположились медсанбаты и дивизионные склады, а в катакомбах — штабы, походные кухни, части тылового обеспечения, лошади и ишаки.
Из-за проблем со снабжением многие ресурсы солдатам приходилось изыскивать самим. Так, в качестве топлива использовались шпалы разрушенной немцами железной дороги, для улучшения питания ловили рыбу в Азовском море, один из уцелевших подвалов завода был оборудован под баню.
Вечером 10 апреля 1944 года началась советская артиллерийская подготовка, а в 22 часа части дивизии перешли в наступление и вскоре захватили укреплённый пункт на реке Булганак. К исходу 11 апреля советские войска вышли к Джав-Тобе. На следующий день наступление было продолжено с целью не допустить закрепления противника на Ак-Монайском перешейке. Но противник успел занять оборону на новых позициях и оказал ожесточённое сопротивление. Тем не менее Красная Армия при поддержке артиллерии и авиации прорвала оборону противника и продолжила наступление. За один день 12 апреля части дивизии продвинулись на 45 км. К исходу дня Керченский полуостров был освобождён.
Командир отделения разведки Д. Ф. Шапошников в своих воспоминаниях писал:
Преследуя противника… мы заметили огромное скопление фашистов. Наши танки с ходу открыли по ним огонь. Они стали было защищаться. Но на нашей стороне был явный перевес. 30 гитлеровцев были убиты и 48 взяты в плен. В этом же районе мы настигли колонну румынских кавалеристов. Сколько их было — не считали. Поручив пленных немцев румынам, всех их направили в Керчь. Румыны с удовольствием взялись конвоировать своих союзников-немцев.
Заместитель командира 242-й дивизии А. М. Иванов вспоминал:
В Керчь потянулись колонны военнопленных. Наши солдаты уже не сопровождали их. Назначали сопровождающими румын, говорили им слово «Керчь», показывали рукой направление, и они охотно выполняли приказ.
В боях за освобождение полуострова Таманская дивизия уничтожила и взяла в плен 834 солдата и офицера, захватила 13 танков, 58 орудий, 53 миномёта, 70 пулемётов, 20 тягачей, 24 автомобиля, 402 лошади, 9 различных складов. 14 апреля 3-й горнострелковый корпус был выведен на отдых в район Салачик — Сююрташ.
11 апреля Верховный Главнокомандующий за образцовое выполнение задания командования объявил благодарность всему личному составу дивизии. 24 апреля Президиум Верховного Совета СССР наградил дивизию орденом Красного Знамени.

#### Освобождение Севастополя
В конце апреля 1944 года был издан приказ, согласно которому 242-я и 318-я горнострелковые дивизии должны были сменить части 16-го стрелкового корпуса в районе Кадыковка — Балаклава. Накануне передислокации в дивизию прибыли примерно тысяча человека пополнения из Якутии.
2 мая дивизия сменила 227-ю дивизию на западной окраине Балаклавы. 7 мая, после полуторачасовой артподготовки части дивизии перешли в наступление в направлении Карань — высота 119,1. На участке фронта шириной 1300—1400 метров дивизию поддерживали более 300 орудий, из которых 130 были поставлены на прямую наводку. 9 мая высота и село Карань были освобождены от оккупантов. В тот же день был освобождён Севастополь, а 12 мая — весь Крым.

### Восточно-Карпатская операция
8 августа 1944 года был получен приказ о передислокации. 3-й горнострелковый корпус по железной дороге был перевезён в район Тернополя. Дивизия выгрузилась в районе Болехово, откуда совершила марш длиной 250 км по маршруту Стрый — Дрогобыч — Самбор — Новый Самбор. В конце августа части дивизии расположились в районе польского города Санок. Дивизия была включена в состав 4-го Украинского фронта, которым в тот момент командовал генерал-полковник И. Е Петров. Войскам 1-й гвардейской армии, куда входила дивизия, была поставлена задача преодолеть хребет Восточные Бескиды (75-120 км), прорвать оборону противника в районе Ясьлика — Гуменне и выйти к рубежам Буковица — Ясель — Габуре.
18 сентября дивизия вышла на рубеж Буковица — Воля Петрова, где сменила части 129-й гвардейской стрелковой дивизии. На следующее утро начался штурм укреплений противника. Дивизия с упорными боями продвигалась по оккупированной территории. Особенно тяжёлые бои развернулись в период 22-24 сентября. Противник сосредоточил большие силы и, при поддержке авиации, решительно контратаковал советские войска. Однако эту контратаку удалось отбить и отбросить противника на несколько километров. 21 сентября 897-й полк 242-й дивизии стал первым советским подразделением, ступившим на землю Чехословакии. К 12 часам границу перешли все части 3-го горнострелкового корпуса. По случаю этого события в Москве был произведён салют из 224 орудий. Личному составу дивизии была объявлена благодарность Верховного Главнокомандующего.

### ОсвобождениеЧехословакии
Очередной боевой задачей дивизии стало освобождение Чехословакии. Дивизия должна была наступать в направлении Чертыжне — Габуре — Боров — высота 503. Части дивизии сумели оседлать шоссе Чертыжне — Боров. Чтобы сбить их, вермахт бросил против советских войск танковую дивизию (60 танков, из которых 12 «тигров») при поддержке шестиствольных миномётов и других видов артиллерии. Габуре несколько раз переходил из рук в руки. Немцам даже удалось окружить некоторые советские подразделения, но 897-й и 903-й полки совместными усилиями отбросили противника.
1-й батальон 900-го полка дивизии захватил высоту Кичера, тем самым перерезав шоссе Чертыжне — Габуре. Противник, стремясь вернуть высоту, бросил на штурм до полка пехоты при поддержке артиллерии и 20 танков. На высоте оставалось всего шесть советских бойцов во главе с заместителем командира полка подполковником А. И. Дёминым. Однако советская контратака сбросила немцев с высоты.
В результате боёв за освобождение Чехословакии дивизия понесла тяжёлые потери. Поэтому 3 октября дивизия была передислоцирована в район села Звала и выведена в резерв армии. Были подтянуты тылы дивизии, произведено пополнение личного состава.
12 октября части дивизии выдвинулись в район Зубраче — Соленка и начали бои за освобождение городов Гуменне, Снина и Михальовце. К исходу 26 ноября эта задача была выполнена.
В Чехословакии дивизия в третий и последний раз встретилась в бою с 49-м горным корпусом вермахта, в составе которой воевала знаменитая дивизия «Эдельвейс». В этих боях части 49-го корпуса были окончательно разгромлены.
12 декабря дивизия была передислоцирована в район Бочково, а 15 декабря перешла в наступление на город Лази и высоту 915. Противник был выбит со своих позиций. Дивизия стала его преследовать в направлении города Прешов.

#### Западно-Карпатская операция
19 января 1945 года начался штурм Кошице силами 3-го горнострелкового корпуса, в который входила и 242-я дивизия. 903-й полк дивизии в это время участвовал в боях за Прешов. В итоге этих боёв 903-й полк прошёл более 90 км вглубь обороны противника, освободил 400 км² территории, города Прешов, Селивар, более 150 мелких населённых пунктов. При этом было уничтожено до 500 солдат и офицеров, 6 миномётов, 2 орудия, 17 пулемётов, разрушено 9 дзотов и дотов.
Во время одного из боёв на участке первой роты 900-го полка прорвались несколько вражеских самоходок. Удержать позиции удалось не только благодаря стойкости советских бойцов, но и тому, что многие вражеские снаряды не взрывались. Оказалось, что на одном из немецких заводов, где изготавливают снаряды, рабочие сознательно гонят брак с целью ускорить поражение Германии.

#### Братиславско-Брновская наступательная операция
Для освобождения Чехословакии большое стратегическое значение имела Моравская Острава — крупный промышленный центр страны и важный железнодорожный узел. Город был сильно укреплён немцами. К нему были стянуты многие немецкие дивизии. В боях за город участвовали несколько армий 4-го Украинского фронта, в том числе 1-я гвардейская, в которую входила 242-я дивизия. За активное участие в освобождении города дивизия была награждена орденом Кутузова II степени.
После этого дивизия была включена в состав 60-й армии. 6 мая дивизии была поставлена задача наступать на Оломоуц.
Через несколько дней после окончания войны дивизия была отведена в район Пардубице, где солдаты отдыхали и приводили в порядок оружие и матчасть. Затем дивизия совершила пеший переход длиной более 800 км по территории Чехословакии и Польши. Местом последней дислокации дивизии стали города Западной Украины Хуст и Волово, куда дивизия прибыла 25 июля. Здесь она была включена в состав 38-й армии, а в 1947 году расформирована.

## Награды дивизии
- 9 октября 1943 года — Почётное наименование «Таманская» — присвоено приказом Верховного Главнокомандующего от 9 октября 1943 года в ознаменование одержанной победы и отличие в боях за освобождение Таманского полуострова.
- 24 апреля 1944 года —  Орден Красного Знамени — награждена указом Президиума Верховного Совета СССР от 24 апреля 1944 года за образцовое выполнение заданий командования в боях за освобождение города Керчи и проявленные при этом доблесть и мужество.[59]
- 28 мая 1945 года —  Орден Кутузова II степени — награждена указом Президиума Верховного Совета СССР от 28 мая 1945 года за образцовое выполнение заданий командования в боях с немецкими захватчиками при овладении городами Моравская Острава, Жилина и проявленные при этом доблесть и мужество[60].

### Награды частей дивизии
- 897-й горнострелковый Севастопольский ордена Суворова[61] полк.
- 900-й горнострелковый Краснознамённый полк[62].
- 903-й горнострелковый Севастопольский ордена Богдана Хмельницкого (II степени)[61] полк.
- 769-й артиллерийский Карпатский Краснознамённый полк[62].

## Состав

### 242-я стрелковая дивизия (2-го формирования) или 242 сд (II)
- управление
- 897-й стрелковый полк
- 900-й стрелковый полк
- 903-й стрелковый полк
- 769-й артиллерийский полк
- 300-й отдельный истребительно-противотанковый дивизион
- 73-я отдельная зенитная батарея
- 147-й миномётный дивизион
- 164-й миномётный дивизион
- 321-я разведывательная рота
- 410-й сапёрный батальон
- 662-й отдельный батальон связи
- 275-й медико-санитарный батальон
- 240-я отдельная рота химзащиты
- 500-я автотранспортная рота
- 257-я полевая хлебопекарня
- 298-й дивизионный ветеринарный лазарет
- 1659-я полевая почтовая станция
- 1603-я полевая касса Госбанка[1].

### 242-я горно-стрелковая дивизия или 242 гсд
- управление
- 890-й горно-стрелковый полк (до 23.08.1944 г.)
- 897-й горно-стрелковый полк
- 900-й горно-стрелковый полк
- 903-й горно-стрелковый полк
- 769-й артиллерийский полк
- 300-й отдельный истребительно-противотанковый дивизион (300-я батарея 45-мм пушек),
- 321-я разведывательная рота (321-й кавалерийский эскадрон)
- 410 сапёрная рота (410-й сапёрный батальон)
- 662-й отдельный батальон связи
- 275-я отдельная медико-санитарная рота (275-й медико-санитарный батальон)
- 240-я отдельная рота химзащиты (до 23.08.1944 г.)
- 222-я автотранспортная рота
- 463-я полевая хлебопекарня
- 928-й дивизионный ветеринарный лазарет
- 1660-я полевая почтовая станция
- 1243-я полевая касса Госбанка[1].

## Герои Советского Союза
Из числа бойцов дивизии звания Героя Советского Союза были удостоены Шетиель Абрамов, Александр Дёмин, Сергей Ушанев, Иван Бурлак, Иван Недвижай, Николай Черкасов, Семён Достовалов и многие другие.

## Память
- Корреспондент дивизионной газеты Виктор Доломанов написал поэму «Карпатская баллада», посвящённую боям 242-й дивизии за высоту Кичера (Чехословакия)[48].
- Студент Пятигорского педагогического института Александр Мосиенко написал балладу «Донгуз-Орун», посвящённую бойцам 242-й дивизии[67].
- Учащиеся грозненской школы № 10 совершили поход по местам боевой славы дивизии от станицы Тихорецкой до Севастополя, собрали много материалов по истории дивизии и создали в школе музей боевой славы дивизии[68].
- В Грозном в советское время существовал совет ветеранов 242-й дивизии[69].
- В 1975 году на служебном здании производственного объединения «Грознефтеоргсинтез» (ул. Жулова, 6) была установлена мемориальная доска[70]:

В этом здании в годы Великой Отечественной войны размещался штаб 242-й горнострелковой дивизии.
- В том же году на здании средней школы № 10 (Старый посёлок, Грозный) установили мемориальную доску[70]:

В этом здании в 1941-1942 годах формировался 769-й арт. полк 242 гсд и 571 стр. полк 317 сд., прошедшие с боями до Чехословакии.

### Памятники бойцам дивизии
После окончания боёв за освобождение Крыма командованием дивизии было принято решение увековечить память солдат, погибших в этих боях. Скульптура была установлена на безымянной высоте в полутора километрах севернее Балаклавы. Руководили строительством командир дивизии генерал-майор В. Б. Лисинов, начальник политотдела подполковник П. М. Соболь, заместитель командира дивизии подполковник А. М. Иванов. Скульптура была выполнена старшим лейтенантом Т. И. Погосяном. К памятнику шла длинная железобетонная лестница. На постаменте были выбиты стихи, посвящённые бойцам дивизии, и надпись:
За пять дней наступления, с 7 по 12 мая 1944 года, дивизия уничтожила и захватила дотов — 12, самолётов — 3, танков — 2, орудий — 183, пулемётов — 688, миномётов — 12, винтовок — 6671, снарядов — 48 350, патронов — 1 850 000, автомашин — 578, бензина — 160 тонн, истребила 3576 захватчиков, взяла в плен 2209 солдат и офицеров. Сапёры дивизии обезвредили более 4 тысяч мин.
Памятник был открыт новым командиром 3-го горнострелкового корпуса генерал-майором А. Я. Ведениным под салют всей дивизионной артиллерии.
Памятник расположен на территории Балаклавского рудоуправления имени М. Горького. Доступ к нему ограничен. Неподалёку от памятника установлена отметка расположения командного пункта командира дивизии. Большая часть захороненных в братской могиле погибла при штурме Севастополя 7-12 мая.
В советское время шефство над памятником осуществляло Балаклавское рудоуправление. Одна из бригад включила в свой состав Ивана Архиповича Хорошевского — бойца дивизии, погибшего при освобождении Крыма. Коллектив постоянно перевыполнял план, а деньги, причитающиеся Хорошевскому, перечислялись на содержание памятника.
Решением Севастопольского городского совета народных депутатов исполкома от 20 декабря 1975 года № 856 «Об утверждении списков памятников истории и культуры города Севастополя по состоянию на 1 июля 1975 года» была признана памятником истории. Ныне памятник является объектом культурного наследия ( Объект культурного наследия народов РФ регионального значения. Рег. № 921610514950005 (ЕГРОКН)).
На высоте 315 близ села Флотское (до 1945 года — Карань) установлен ещё один памятник бойцам дивизии. Ранее территория, на которой расположен памятник, принадлежала воинской части. Воинская часть впоследствии была ликвидирована. Памятник находится в аварийном состоянии.